# 井手町
井手町（いでちょう）は、京都府の南部に位置し、綴喜郡に属する町。

## 概要

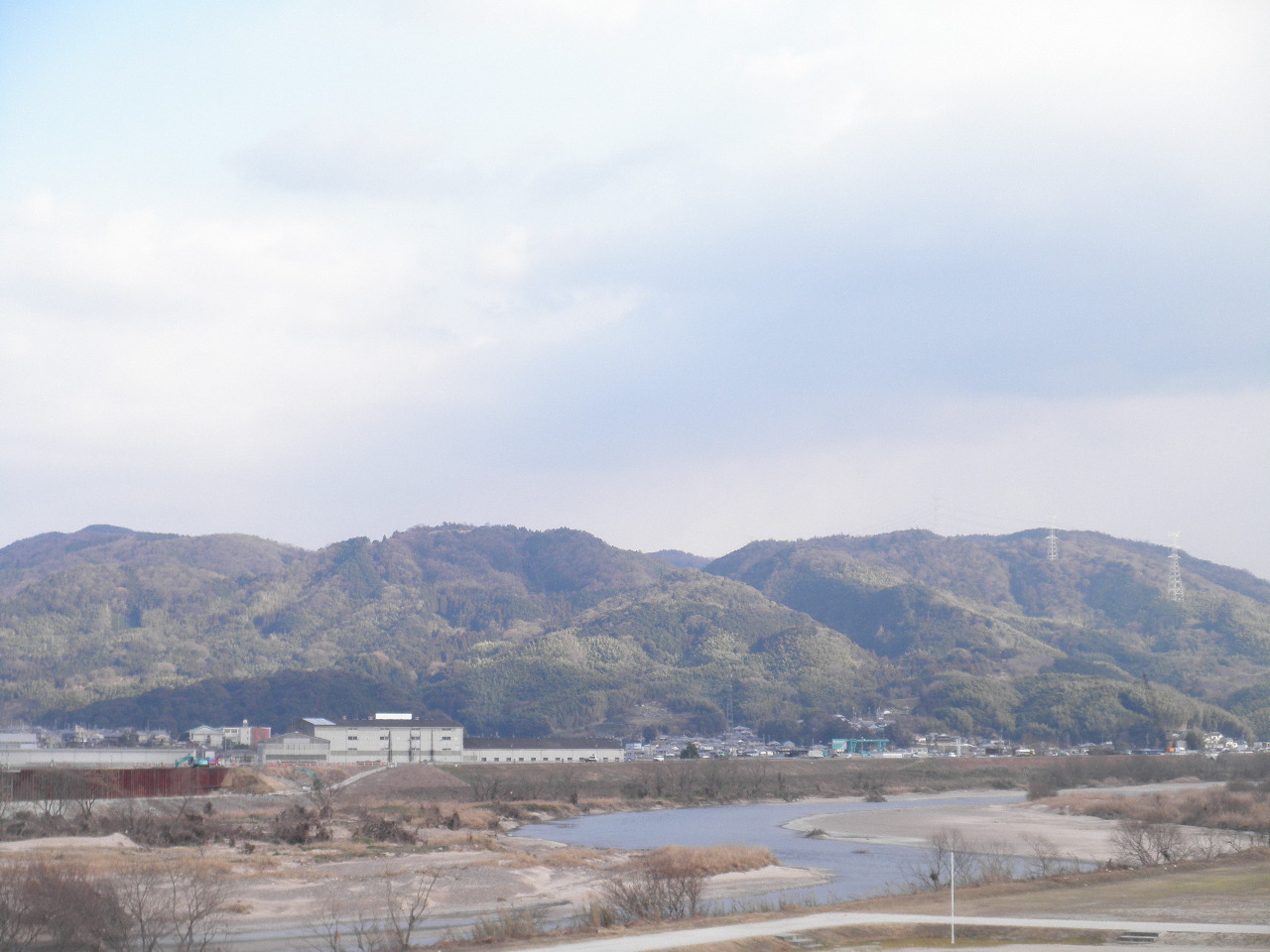
京田辺市から見た井手町多賀地区の遠景

木津川の支流である玉川が町を東西に縦断しており、春になると花見をする人々で賑わう。
町内の地域としては多賀、井手、有王区域と分かれる。町域の約七割は山林。
田園風景の中に井提寺（井手寺）跡や平城京にあった南都七大寺の一つ、大安寺の瓦を焼いたとされる石橋瓦窯の遺構などの史跡が存在している。。
奈良時代の貴族・政治家で、井手町に別荘をもち、「井手の左大臣」と呼ばれ万葉集の撰者とも伝えられる橘諸兄ゆかりの地として知られている。

## 地理
南北約4.5km、東西約7km、面積18.04km2。

### 地形

#### 山地
主な山
- 万灯呂山

#### 河川
主な川
- 木津川
- 玉川

### 地域
大字はなし
- 井手
- 多賀
- 有王

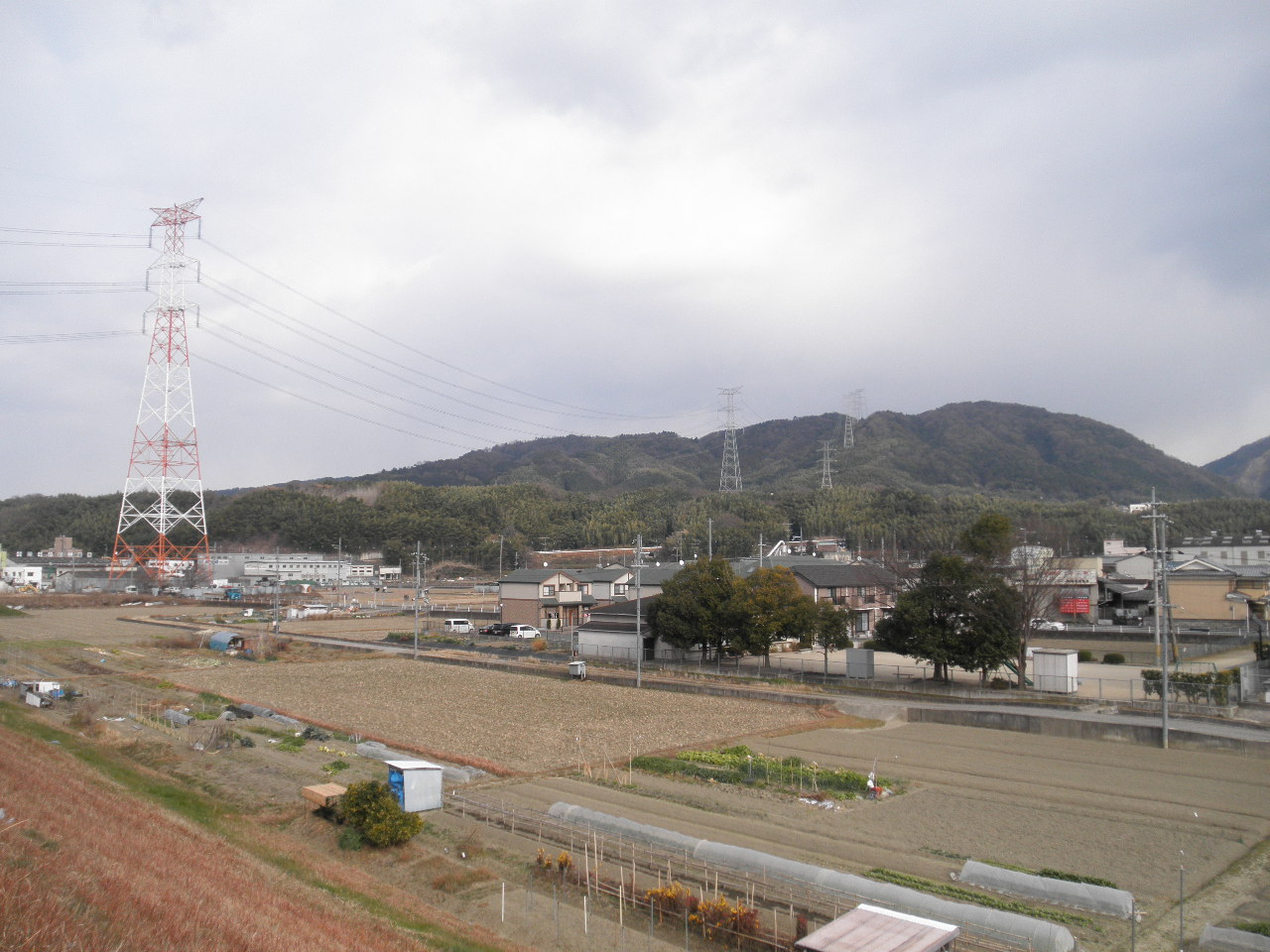
井手字川久保
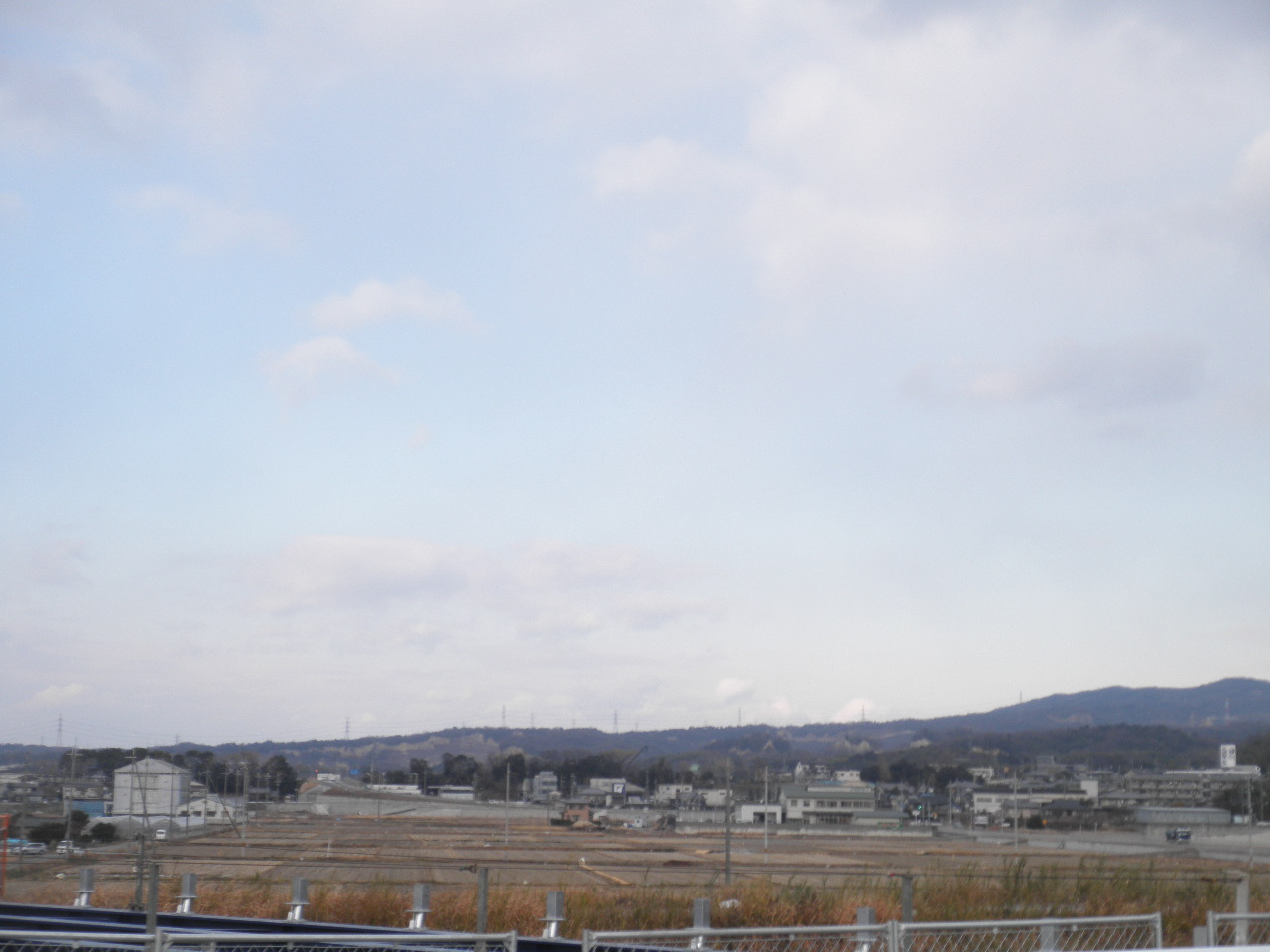
多賀字長賀
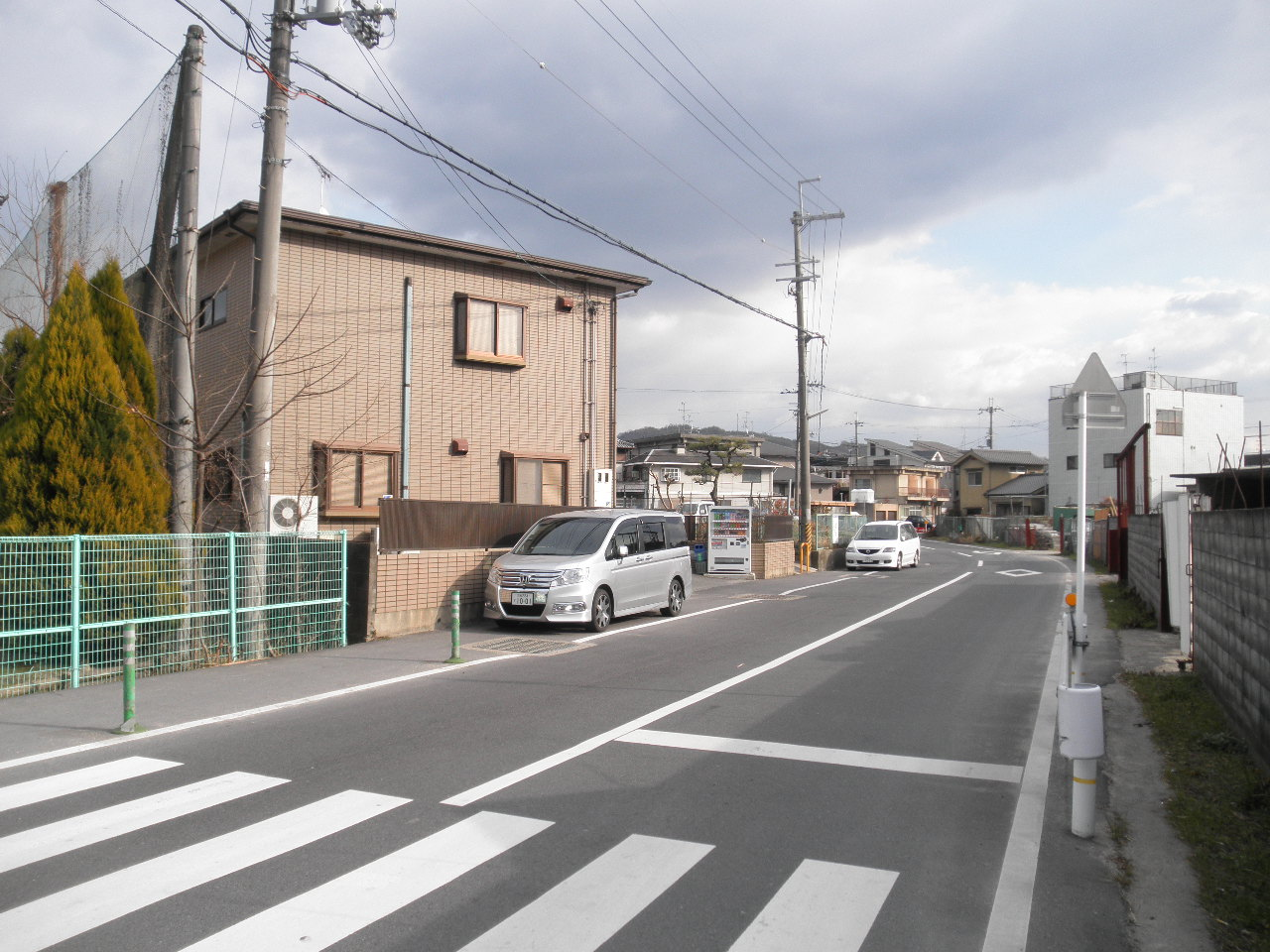
小字橋ノ本

### 人口
平成22年国勢調査より前回調査からの人口増減をみると、5.55％減の8,454人であり、増減率は府下26市町村中18位、36行政区域中28位。
| |                                        |  |
| 井手町と全国の年齢別人口分布（2005年） | 井手町の年齢・男女別人口分布（2005年） |  |
| ■紫色 ― 井手町 ■緑色 ― 日本全国 | ■青色 ― 男性 ■赤色 ― 女性              |  |
| 井手町（に相当する地域）の人口の推移 \| 1970年（昭和45年） \| 8,560人 \| \| \| 1975年（昭和50年） \| 9,112人 \| \| \| 1980年（昭和55年） \| 9,258人 \| \| \| 1985年（昭和60年） \| 9,316人 \| \| \| 1990年（平成2年） \| 9,234人 \| \| \| 1995年（平成7年） \| 9,438人 \| \| \| 2000年（平成12年） \| 9,102人 \| \| \| 2005年（平成17年） \| 8,951人 \| \| \| 2010年（平成22年） \| 8,447人 \| \| \| 2015年（平成27年） \| 7,910人 \| \| \| 2020年（令和2年） \| 7,406人 \| \| |                                        |  |
| 総務省統計局 国勢調査より |                                        |  |
| 1970年（昭和45年） | 8,560人                                |  |
| 1975年（昭和50年） | 9,112人                                |  |
| 1980年（昭和55年） | 9,258人                                |  |
| 1985年（昭和60年） | 9,316人                                |  |
| 1990年（平成2年） | 9,234人                                |  |
| 1995年（平成7年） | 9,438人                                |  |
| 2000年（平成12年） | 9,102人                                |  |
| 2005年（平成17年） | 8,951人                                |  |
| 2010年（平成22年） | 8,447人                                |  |
| 2015年（平成27年） | 7,910人                                |  |
| 2020年（令和2年） | 7,406人                                |  |

### 隣接自治体
京都府
- 城陽市
- 京田辺市
- 木津川市
- 綴喜郡：宇治田原町
- 相楽郡：和束町
- 相楽郡：精華町（川を挟み隣接）

## 歴史

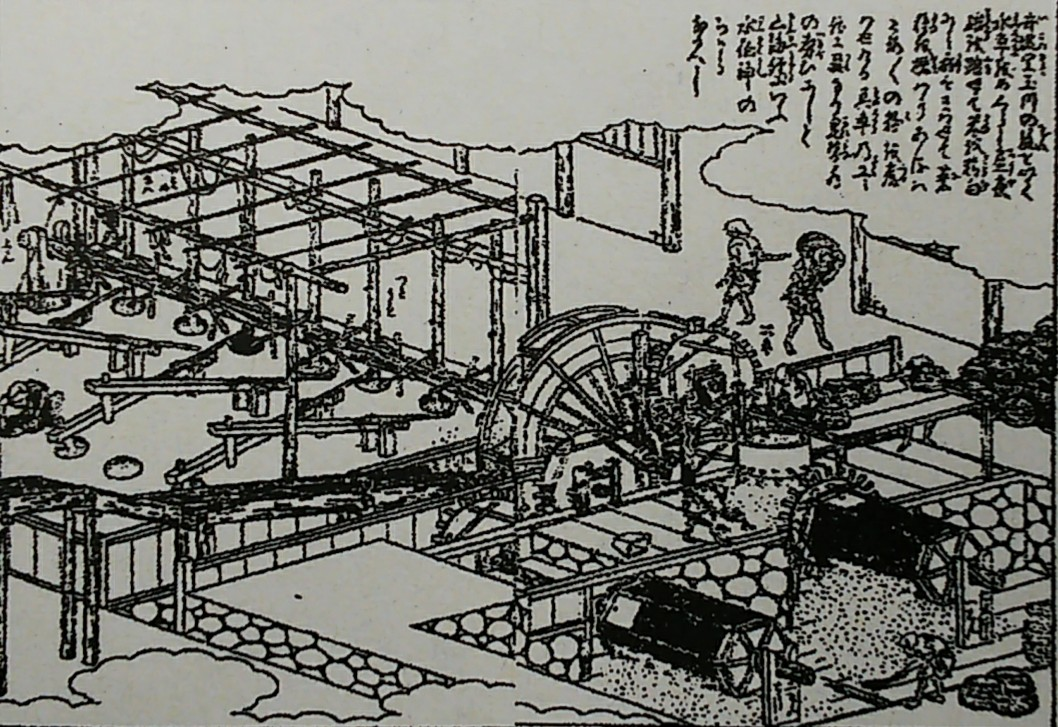
井手の玉川「都名所図会」

### 古代
古墳時代
井手町には須恵器が見つかった弥勒古墳や横穴式石室の高月古墳などがあり、古くから人が住んでいた。
奈良時代
奈良時代の有力貴族橘諸兄は、井堤の地（いでと読む、現在の井手町）に相楽別業という別荘を作り、また井堤寺（いでじ）を建立した。

### 中世
平安時代
康治2年（1143年）の『井堤郷古絵図』によれば、橘諸兄の居館や井堤寺が記されている。また平安時代には玉川流域が山吹の名所として和歌に詠まれた。

駒とめて猶水かはむ山吹の花の露そふ井手の玉川

 
新古今集、藤原俊成

玉川の岸の山吹影みえて色なる浪に蛙（かわず）なくなり

 
續古今、後鳥羽院

### 近代
明治時代
- 1885年（明治18年）6月-7月 - 関西地方を襲った集中豪雨により淀川大洪水が発生。木津川の堤防が90メートルにわたり決壊[6]。
- 1889年（明治22年）4月1日 - 町村制の施行により綴喜郡井手村が成立。

### 近現代
昭和時代
- 1927年（昭和2年）1月1日 - 町制施行により井手町となる。
- 1953年（昭和28年）8月14日・15日の南山城水害では玉川堤防が決壊し、井手町内だけで死者・行方不明者計109人、全壊・流出戸数278戸を出す大災害となった[7]。
- 1958年（昭和33年）4月1日 - 井手町と多賀村が新設合併し、改めて井手町が発足[1]。

## 行政

### 町長
- 町長：西島寛道（2023年8月27日就任、1期目）

歴代町長
| 代   | 氏名       | 就任          | 退任          | 備考 |
| ---- | ---------- | ------------- | ------------- | ---- |
| 初代 | 乾源一郎   | 1958年5月10日 | 1961年1月9日  |      |
| 2代  | 平間荘太郎 | 1961年2月5日  | 1965年2月4日  |      |
| 3代  | 平間荘太郎 | 1965年2月5日  | 1969年2月4日  |      |
| 4代  | 平間荘太郎 | 1969年2月5日  | 1973年2月4日  |      |
| 5代  | 木田喜治   | 1973年2月5日  | 1977年2月4日  |      |
| 6代  | 木田喜治   | 1977年2月5日  | 1981年2月4日  |      |
| 7代  | 木田喜治   | 1981年2月5日  | 1985年2月4日  |      |
| 8代  | 木田喜治   | 1985年2月5日  | 1989年2月4日  |      |
| 9代  | 木田喜治   | 1989年2月5日  | 1993年2月4日  |      |
| 10代 | 木田喜治   | 1993年2月5日  | 1995年7月26日 |      |
| 11代 | 汐見明男   | 1995年8月27日 | 1999年8月26日 |      |
| 12代 | 汐見明男   | 1999年8月27日 | 2003年8月26日 |      |
| 13代 | 汐見明男   | 2003年8月27日 | 2007年8月26日 |      |
| 14代 | 汐見明男   | 2007年8月27日 | 2011年8月26日 |      |
| 15代 | 汐見明男   | 2011年8月27日 | 2015年8月26日 |      |
| 16代 | 汐見明男   | 2015年8月27日 | 2019年8月26日 |      |
| 17代 | 汐見明男   | 2019年8月27日 | 2023年8月26日 |      |
| 18代 | 西島寛道   | 2023年8月27日 | 現職          |      |

### 役所
- 井手町まちづくりセンター椿坂
- 京都府立山城勤労者福祉会館
- 井手町自然休養村管理センター
- 井手町保健センター
- 井手町地域包括支援センター
- 井手町子育て支援センター

## 政治

### 町議会
井手町議会
- 議会　定数：10人[9]

### 衆議院
- 任期：2021年（令和3年）10月31日 - 2025年（令和7年）10月30日（「第49回衆議院議員総選挙」参照）

| 選挙区                                                                            | 議員名   | 党派名     | 当選回数 | 備考   |
| --------------------------------------------------------------------------------- | -------- | ---------- | -------- | ------ |
| 京都府第6区（宇治市、城陽市、八幡市、京田辺市、木津川市、久世郡、綴喜郡、相楽郡） | 山井和則 | 立憲民主党 | 8        | 選挙区 |

## 施設

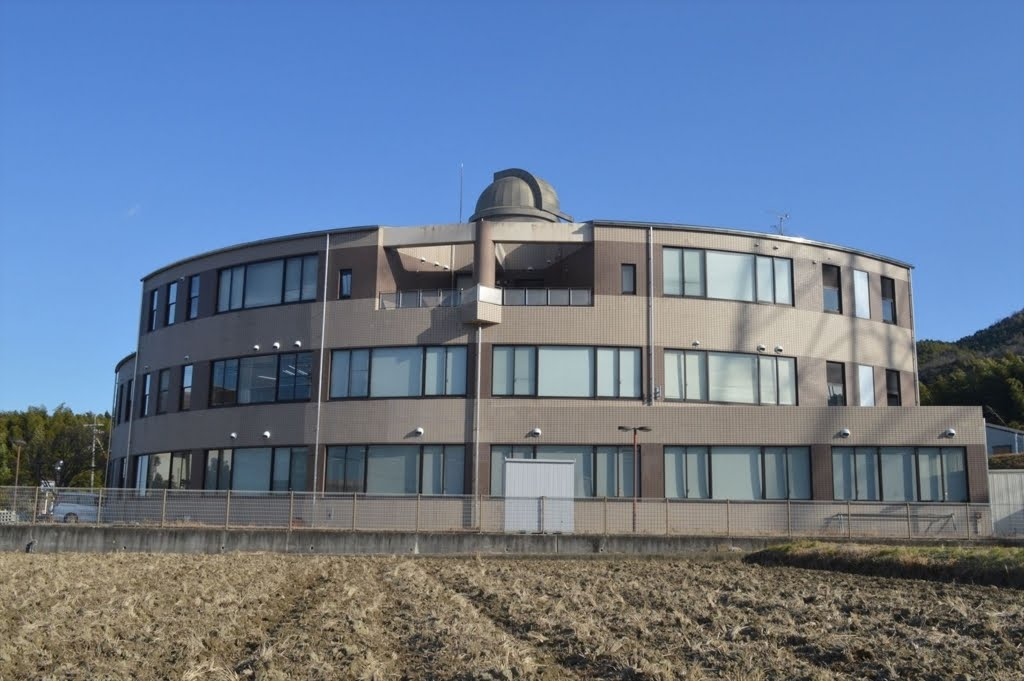
井手町山吹ふれあいセンター

### 警察
- 田辺警察署井手交番（井手町井手柏原）

### 消防
- 京田辺市消防署井手分署（井手町大字井手小字尾ノ山34-1）

### 医療
主な病院
- 池内医院

### 図書館
主な図書館
- 井手町図書館
1982年（昭和57年）7月に京都府立図書館が井手町内で自動車文庫の巡回を開始2[10]。1990年（平成2年）7月には京都府立図書館による自動車文庫の巡回が終了し、自然休養村管理センター2階に井手町図書室が開館[10]。床面積は70m2であり、蔵書数は4,800冊だった[10]。井手町ふるさと創生事業懇談会は社会教育施設の整備充実を町長に具申しており、1994年7月14日に山吹ふれあいセンター1階に井手町図書館が開館した[10]。2023年7月に井手町役場とともに移転[11]。
2009年度末の蔵書数は85,405冊、2009年度の貸出数は71,301冊だった[12]。2009年度末の人口は8,311人であり、住民1人あたり貸出数は8.6冊だった。

### 交流施設
- 井手町山吹ふれあいセンター　
  - テオテラスいで - 山吹ふれあいセンターの1階にあるカフェや物販コーナー（地元野菜・加工品）などを販売する[13][14]。町役場は2023年7月18日移転[15]

## 経済
町の主要産業は農業と土木業だが振るわない。

### 第一次産業

#### 農業
農家人口は1985年の約2000人から2005年には約1200人になった。

### 第二次産業

#### 工業
2003年に町工場等誘致条例を制定し、2社の誘致に成功、パートを含め約450人の地元雇用につながった。

### 第三次産業

#### サービス業
ベンチャー企業を育成するため新産業育成施設への入居が2001年に始まり、電子機器メーカーなど5社が入居した。

### 拠点を置く企業
- （株）現丸屋
- ワタキューセイモア
- 五洋パッケージ
- 辻本石油店
- 寺村自動車
- 中坊呉服店
- 中坊鉄建工業
- 中坊伊助
- 中坊工務店
- カネ美食品京都南工場
- 八木良建設

## 教育

### 高等学校
町内に高校はない。京都府立城陽高等学校への通学者が多い。

### 中学校
町立
- 井手町立泉ヶ丘中学校

### 小学校
町立
- 井手町立井手小学校
  - 有王分校（1982年休校、1989年再開、2005年再休校[16]）
- 井手町立多賀小学校

### 特別支援学校
府立
- 京都府立井手やまぶき支援学校

### 自動車学校
- 山城自動車教習所

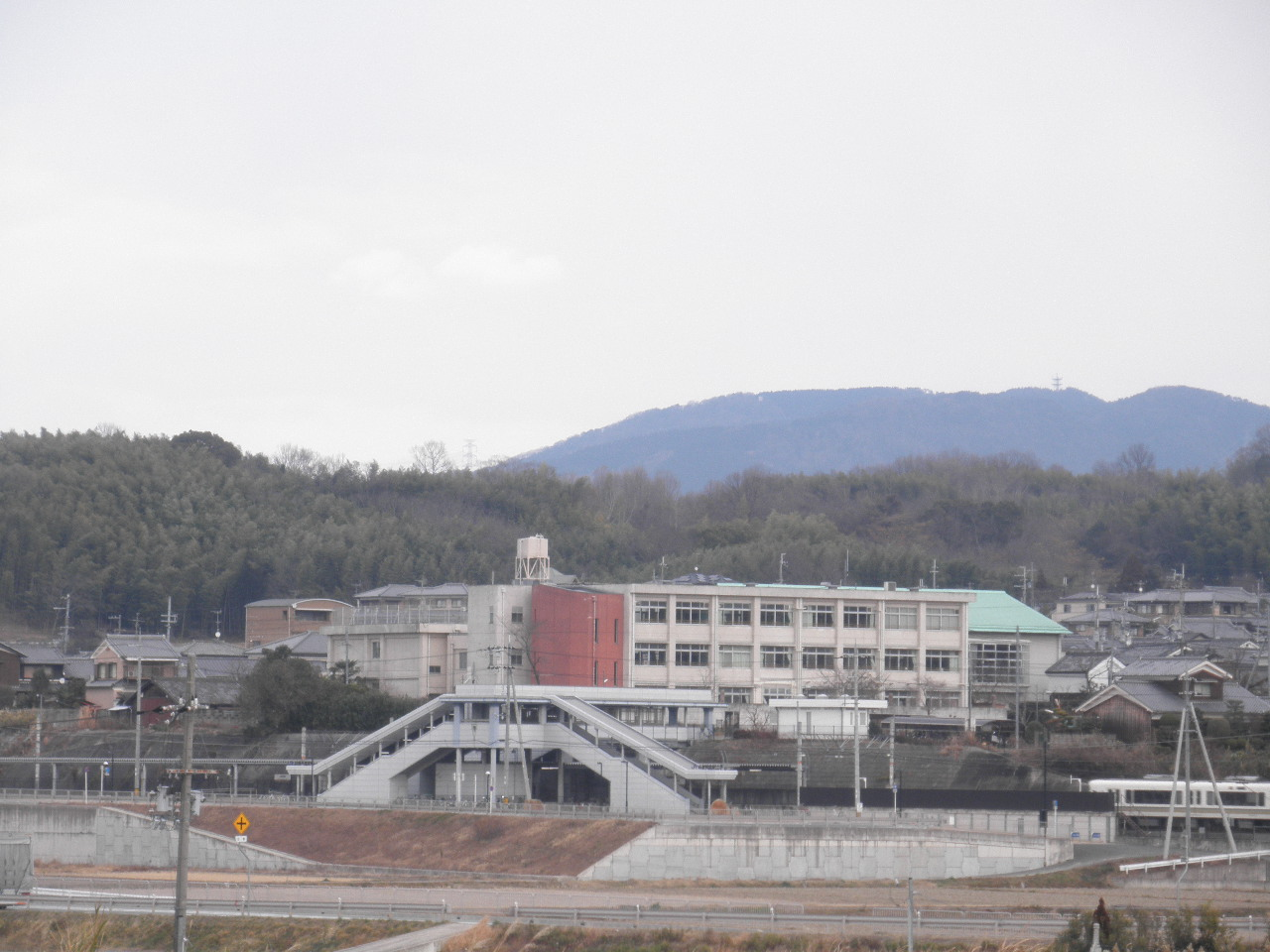
井手町立多賀小学校
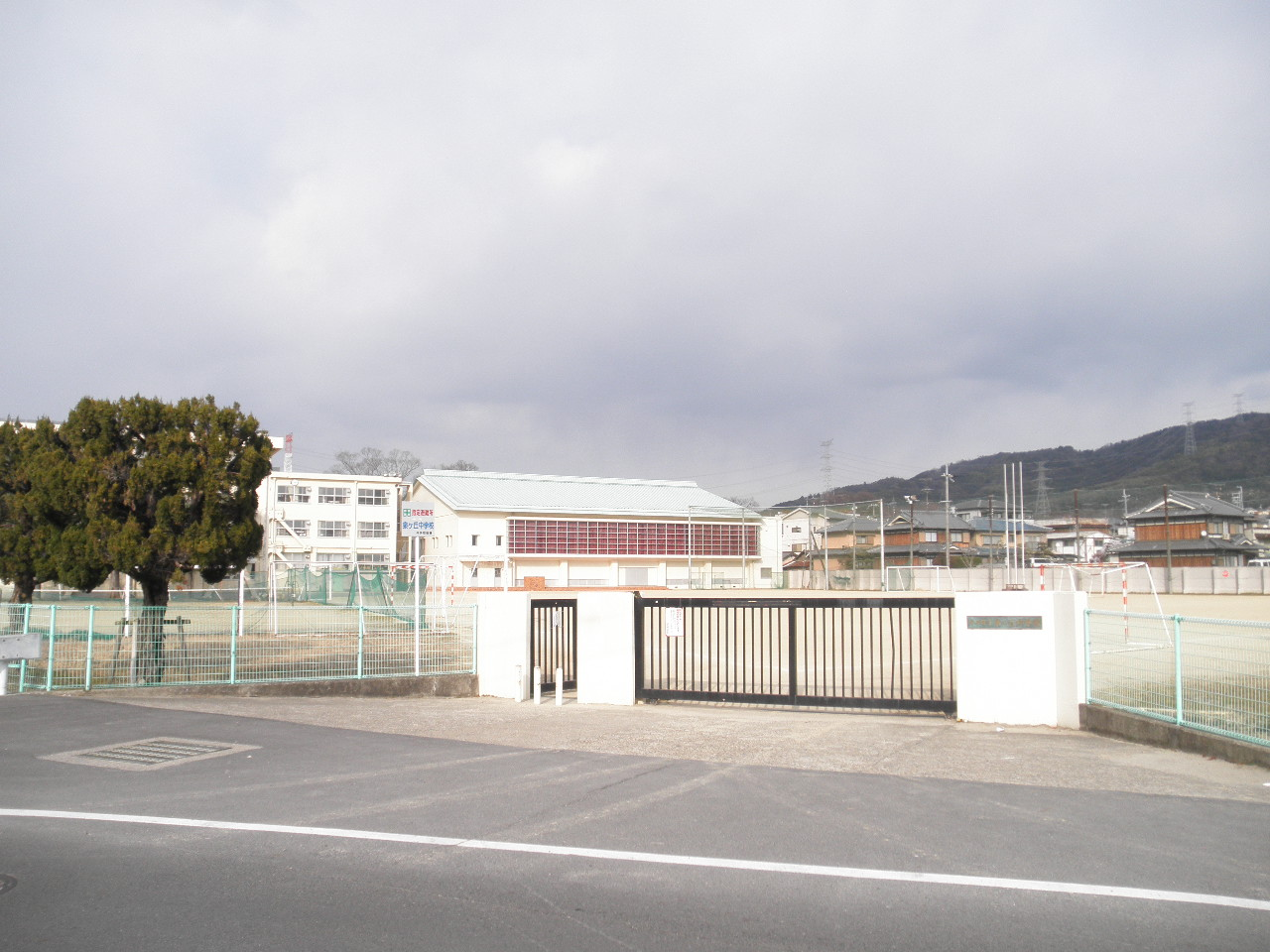
井手町立泉ヶ丘中学校
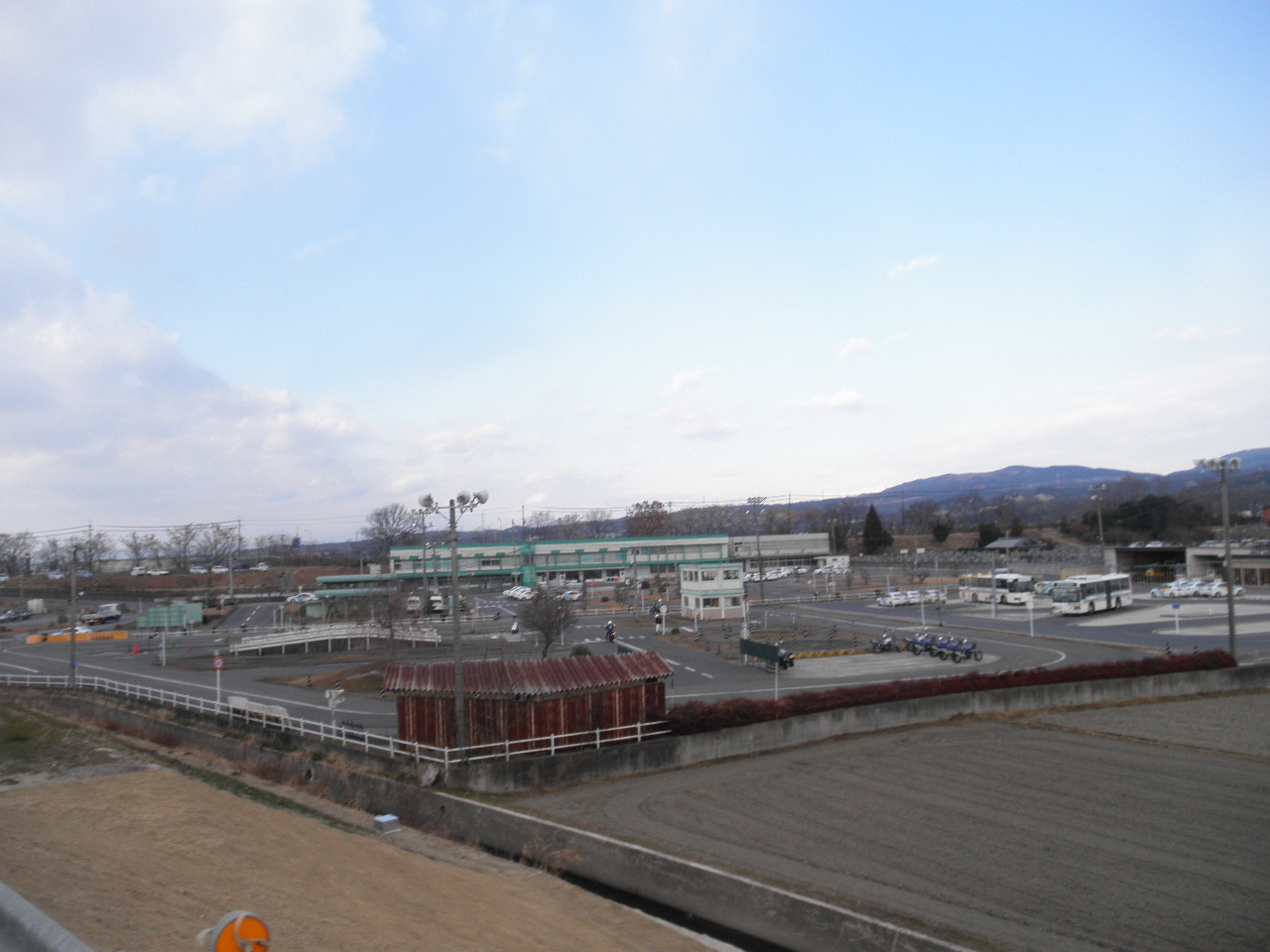
山城自動車教習所

## 交通

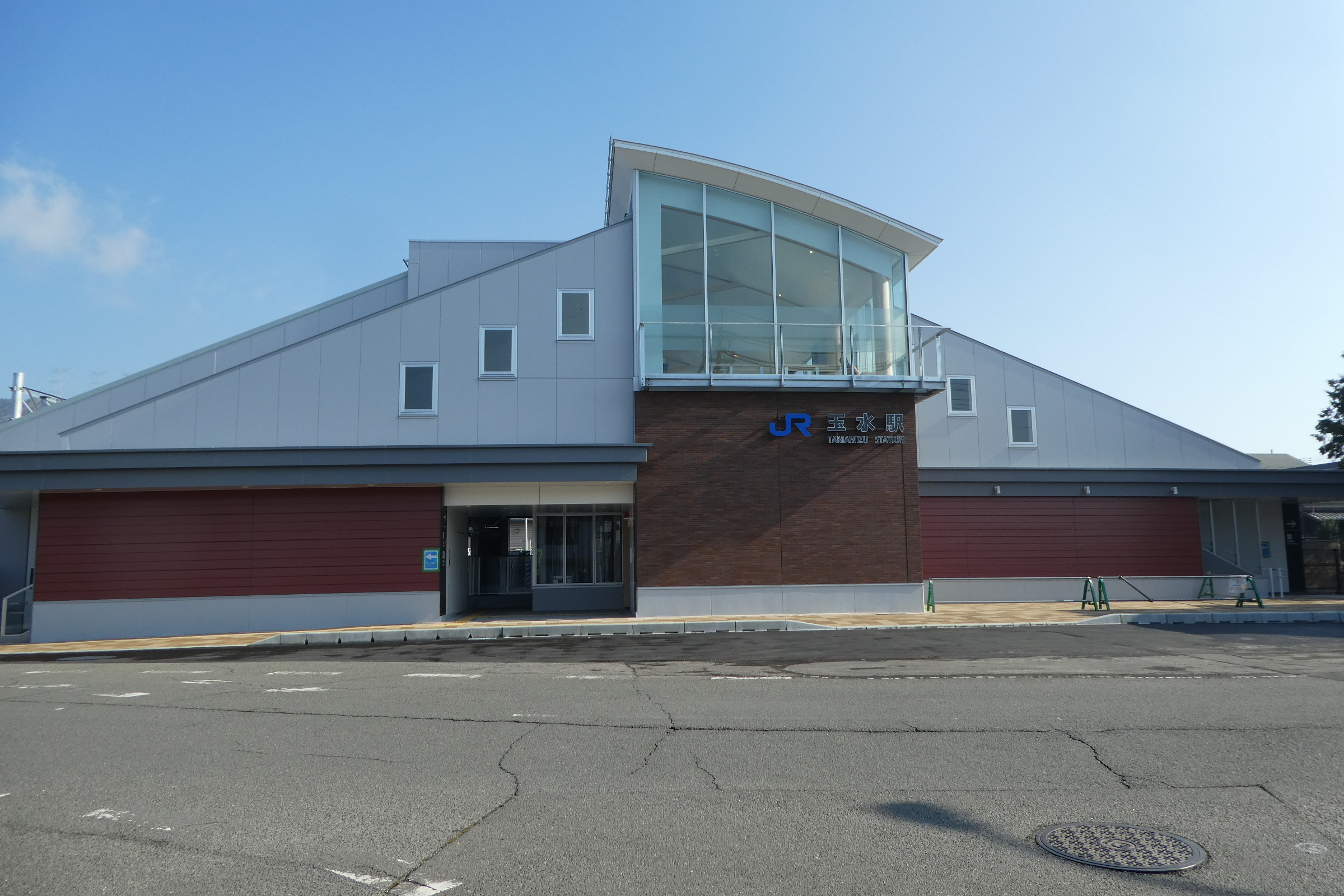
玉水駅

### 鉄道
西日本旅客鉄道（JR西日本）
- 奈良線：玉水駅 - 山城多賀駅

なお、当町西部を流れる木津川に架けられた玉水橋を渡り、京田辺市側に出ると三山木駅（近鉄京都線）・JR三山木駅（学研都市線）も利用可能となっている。両駅は当町役場より1.7kmの位置にある。

### バス
当町内に路線バスは通じていないが、国道307号が徒歩圏となる地域では京都京阪バスが利用可能で、近鉄京都線新田辺駅・JR学研都市線京田辺駅、および宇治田原町方面へ行くことができる。多賀口停留所からは城陽市青谷方面乗合タクシーも利用可能で、1日3往復、火・木のみの運行ながら平和堂（アル・プラザ城陽）や城陽郵便局へ行くことができる。
また、当町南側に接する木津川市（旧：山城町域）が徒歩圏となる地域では木津川市コミュニティバス山城線が利用可能で、棚倉駅、上狛駅および木津駅へ行くことができる。

### 道路

#### 国道
- 国道24号
- 国道307号

#### 府道
主要地方道
- 奈良県道・京都府道65号生駒井手線
- 京都府道70号上狛城陽線

一般府道
- 京都府道321号和束井手線

## 観光

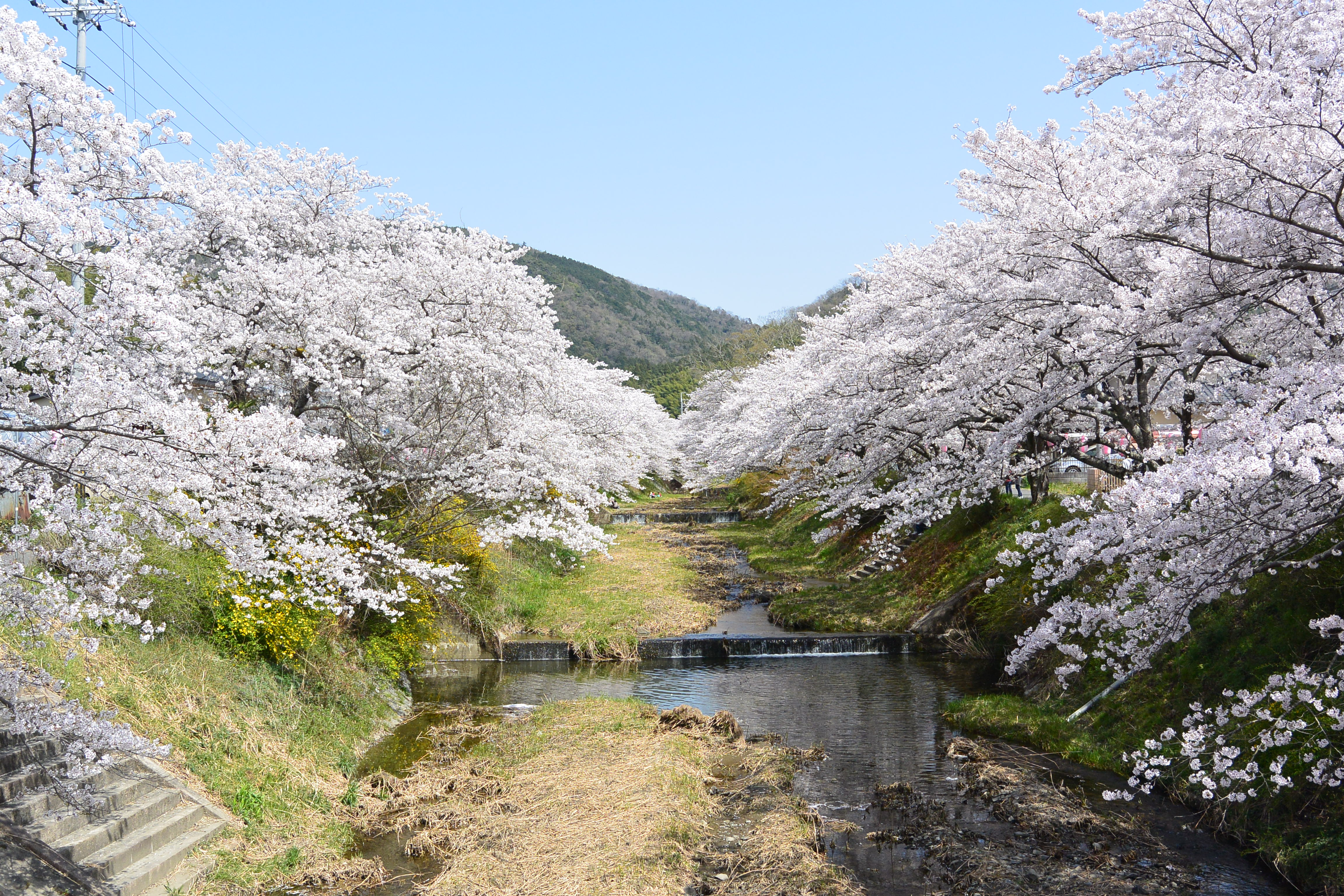
玉川の桜並木

### 名所・旧跡
橘諸兄の旧跡、井提寺（井手寺）跡、六角井戸、蛙塚、小野小町塚がある。
主な城郭
主な神社
- 玉津岡神社
- 高神社（府指定文化財）

主な寺院
- 地蔵禅院 - しだれ桜（府天然記念物）

主な史跡
- 小野小町塚

主な遺跡
- 石橋瓦窯跡（大安寺旧境内附石橋瓦窯跡）

### 観光スポット
古来より山吹と蛙(かはづ）の名所として世に知られており、歌枕として多くの和歌に歌われてきた。
鴨長明の歌論書である無名抄「第17話　井手の山吹、并かはづ」に井手町の山吹、蛙（かはづ）についての言及がある。

## 文化・名物

### 祭事・催事
- 玉川の桜並木 - 4月に井手町さくらまつり
- 大正池（京都府景観資産　2007年度登録）
- 左馬-左馬ふれあい公園
- 万灯呂山展望台
- 竜王の滝
- ほたる祭り-谷川ホタル公園（6月）

## 出身関連著名人

### 出身著名人
- 宮崎学（著作家） - 井手町出身の父は京都・伏見のヤクザ、寺村組組長だった。
- 宮本英樹 - 元KBS京都アナウンサー
- 八木真澄 - お笑い芸人
- 村上海斗 - プロ野球選手

### 関連著名人
- 中坊公平（弁護士） - 日弁連会長。出身は京都市だが最後の居住地が井手町。

## 井手町を舞台とした作品

### 映画
- 神さまの轍-CHECKPOINT OF THE LIFE-